# Боннибридж
Боннибридж (англ. Bonnybridge, гэльск. Drochaid a'Bhuinne, скотс Bonniebrig) — деревня в центральной части Шотландии. Расположена в округе Фолкерк на реке Бонни-уотер, которая протекает через деревню и лежит к северу от канала Форт — Клайд. Находится на расстоянии 4 мили (6,4 км) к западу от Фолкерка, 5,3 мили (8,5 км) к северо-востоку от Боунесса и 8,3 мили (13,4 км) к юго-юго-западу от Стерлинга.
К юго-востоку от Боннибриджа находится хорошо сохранившаяся часть Вала Антонина в лесу Сибегс-Вуд и остатки форта Раф-Касл — наиболее полного из сохранившихся римских фортов Вала Антонина.
Согласно переписи 2001 года, в Боннибридже проживало 6870 человек.

## История
Изначально Боннибридж был небольшим поселением возле моста через реку Бонни-уотер (о чем говорит его название, которое переводится с английского как «мост у <реки> Бонни»), которое существовало на протяжении нескольких веков.

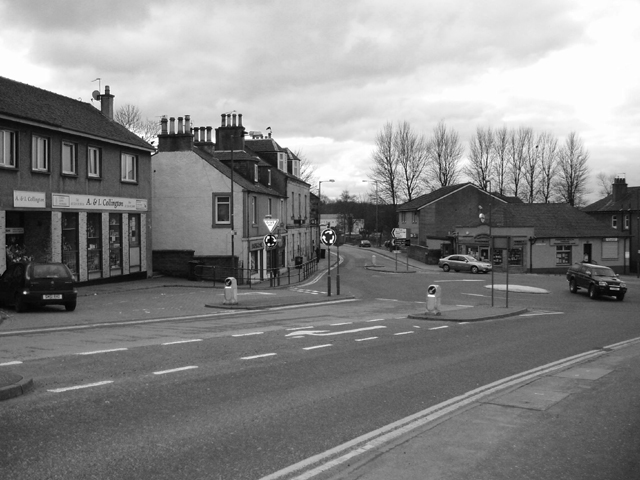
Центр Боннибриджа

Мощный толчок развитию Боннибриджа дала промышленная революция в XIX веке. В городе были созданы производства важных отраслей промышленности, такие, как бумажная фабрика, лесопилка, химическая мануфактура, производство огнеупорного кирпича и винокурня , производившая виски путем дистилляция.
Особенно важным для Боннибриджа стало создание нескольких железолитейных производств, в том числе знаменитой компании „Smith and Wellstood Foundry“, которая сыграла важную роль в производстве и продвижении на британский и европейский рынки американских металлических домашних печей  под брендом «печи Esse». Продукция этих литейных заводов транспортировалась через каналу Форт и Клайд на местные рынки, а также в Глазго и затем на экспорт.
Боннибридж в XIX веке также хорошо обслуживался железнодорожным транспортом. Благодаря каналу и железнодорожному сообщению Боннибридж стал центром промышленного производства.

## Транспорт
- В настоящее время в Боннибридже железнодорожной станции нет, но находится в доступности трех железнодорожных станций. Две из них находятся в Фолкерке, это Фолкерк-Верхний и Фолкерк-Грэмстон. Еще одна станция, Ларберт, находится в одноименном городе[4].
- Через Боннибридж проходит канал Форт — Клайд, закрытый для коммерческого использования в 1963 году, однако в начале XXI века снова введенный в эксплуатацию как объект для водного туризма и отдыха на воде. В Боннибридже находится подъемный мост, обеспечивающий прохождение нэрроуботов по каналу[5].

## Известные люди, связанные с Боннибриджем
- Рут Коннелл — актриса, выросла на ферме рядом с Боннибриджем